# Олаф II (король Йорвіку)
Олаф II Черевик (давньоскан. Óláfr Sigtryggsson; ? —981) — король Йорвіку у 941—943, 944, 949—952 роках, король Дубліна у 945—947 та 952—980 роках (як Олаф IV).

## Життєпис

### Молоді роки
Походив з династії Рагнара Лодброка, лінії Івара Безкосного. Син Сігтриґа I, короля Йорвіку. Після його смерті у 927 році Олаф спробував перебрати владу, проте з огляду на малий вік його відсторонено родичем Гутфрітом. Проте невдовзі того було переможено Етельстаном, королем Вессекса. У результаті Олаф разом з Гутфрітом втік до Дубліна.
У 937 році брав участь у битві при Брунанбурзі, проте залишився живим. У 939 році разом з стриєчним братом Олафом Гутфрітсоном прибув до Йорвіку.

### Перше правління Йорвіком
У 941 році влаштував змову або повстання, в результаті чого було повалено та вбито короля Олафа I, а Олаф Сігтриґсон став королем Йорвіку. Продовжив військову кампанію проти королівства Вессекс. В результаті саме Олафу II приписують відновлення влади вікінгів над східною Мерсією. У 942 році його співправителем став родич Сігтриґ I. Невдовзі став королем Островів.
У 942 році почався конфлікт з стриєчним братом Рагнальдом II, який у 943 році повалив Олафа II. Цим скористався вессекський король Едмунд I, що відновив владу над усією Мерсією.

### Друге правління Йорвіком
Зібравши війська в Ірландії, Олаф II прибув до королівства Йорвік. Перебіг подій достеменно невідомий. Його суперник Рагнальд II загинув у війні з Олафом II або Едмундом I. Висувається версія, що Рагнальда вбили невдоволені вояки. На нетривалий час Олаф II знову став королем Йорвіка. Проте не зміг втриматися: під тиском військ Вессексу залишив Йорвік та рушив до Ірландії.

### Перше правління Дубліном
Тут уклав союз з Конгалахом Кногбою мак Маел Міхігом, верховним королем Ірландії. Але у битві при річці Бойн не зміг подолати стриєчного брата Блакайра, короля Дубліна. У 945 році Олаф зумів повалити Блакайра й стати королем. 946 році пограбував монастирі в Клонмакнойсі і Кілкуллені.
У союзі з Конгалахом Кногбою діяв проти королівства Лейнстер та роду Північних Нейлів. Протягом 945—946 років союзники здійснили низку успішних походів. Проте 947 року Олаф та Конгалах зазнали нищівної поразки у битві при Слейні. У результаті Олафа було повалено. Ситуацією скористався Гутфріт Гутфрітсон.

### Третє правління Йорвіком
Олаф втік на південь Ірландії. Потім можливо перебував у Стратклайді або Мені. У 949 році зумів повернутися до Йорвіку, проте вимушений був визнати зверхність Едреда, короля Англії. Останній вирішив поступитися Йорвіком на користь Олафа, оскільки мав більшу загрозу з боку Еріка, короля Норвегії.
У 949 році вдерся до Шотландії, проте зазнав поразки. У відповідь шотландський король Малкольм I сплюндрував північні райони Йорвіку. Протягом усього правління боровся проти Англії та Шотландії. Зрештою у 952 році об'єднані війська Шотландії, Стратклайда та Англії завдали нищівної поразки Олафу II, який вимушений був тікати до Ірландії.

### Друге правління Дубліном
Олаф прибув до Ірландії. Того часу помер король Гутфріт, після чого Олаф майже без спротиву став новим королем Дубліну. Невдовзі він зумів відбити напад королівства Лейнстер.
956 року загинув союзник Олафа — Когналах, верховний король Ірландії. У 960 році у місцевості Дуб переміг родича Каммана Олафсона, який висунув права на Дублін. 962 року переміг чергових претендентів на трон.
Протягом 960-х років вів війни з перемінним успіхом проти королівств Лейнстер та Осрейге. У 964 році у битві при Іністогу зазнав важкої поразки. Після цього уклав союзний договір з Лейнстером.
У 968 році проти нього виступив Домналл Ва Нейлл, верховний король Ірландії. Втім Олафу вдалося відстояти Дублін, проте його околиці було сплюндровано. Спроба 969 року Олфа захопити важливе Келлське абатство виявилася марною. Проте того ж року в союзі з Лейнстером король Дубліну переміг війська верховного короля Ірландії у битві при Ардмулчаном.
Протягом 970—971 років разом з Домналлом, королем Бреги боровся проти Домналла Ва Нейлла, але зрештою зазнав важкої поразки. Проте й цього разу Олаф зумів зберегти владу над Дубліном. У 977 році вважається, що Олаф влаштував змову, в результаті якої Конгалах та Муйрхертах — сини Домналла Ва Нейлла — загинули. Але той не зробив жодних ворожих дій проти Дубліна й незабаром пішов до монастиря.
З цього моменту небезпека для Олафа практично зникла. Водночас він перейшов у наступ. 979 року було встановлено зверхність над Лейнстером. У 980 році Олаф викликав допоміжні сили вікінгів з їхніх колоній з Шотландії, Норвегії, островів Атлантики почав війну за підкорення Ірландії. Битва відбулась на пагорбах Тари, під якими була руїни стародавньої столиці Ірландії. Маел Сехнайлл мак Домнайлл, що очолював ірландське військо вщент розбив вікінгів. У битві загинув один з синів Олафа — Рагнальд. Невдовзі Олаф помер або його було повалено й відправлено до острова Іона, де той помер у 981 році. Новим королем став старший син Глуніайрн.

## Родина
1. Дружина — Дунлайта, донька Муйрхертах мак Нейлла, короля Айлеха
Діти:
- Глуніайрн (д/н-989), король Дубліна у 980—989 роках

2. Дружина — Гормфлайта, донька Мурхада мак Фінна, короля Лейнстера
Діти:
- Сігтриґ (бл.970-1042), король Дубліна у 989—1035 роках
- Гаральд (д/н-999)
- Рагнальд (д/н-980)
- Гита, дружина Олафа I, короля Норвегії
- Маел Муйре (д/н-1021), дружина Маела Сехнайлла мак Домнайлла, верховного короля Ірландії